# Ceropegia mahabalei
Ceropegia mahabalei ist eine Pflanzenart aus der Unterfamilie der Seidenpflanzengewächse (Asclepiadoideae).

## Merkmale

### Erscheinungsbild, Wurzel, Sprossachse und Blatt
Ceropegia mahabalei ist eine ausdauernde krautige Pflanze. Als Überdauerungsorgan wird eine essbare Wurzelknolle gebildet, die bei einem Durchmesser bis zu 3,5 Zentimeter leicht abgeflacht ist. Die krautigen, stielrunden, behaarten Sprossachsen wachsen nicht windend aufrecht 20 bis 65 Zentimeter hoch und sind unverzweigt. Die gegenständigen Laubblätter sind sehr kurz gestielt bis ungestielt. Die Blattspreiten sind bei einer Länge von 3 bis 15 Zentimeter und einer Breite von 0,3 bis 1 Zentimeter linealisch bis linealisch-lanzettlich. Die Blattoberseite ist steif behaart und bei der -unterseite ist nur die Mittelrippe behaart.

### Blütenstand und Blüte
Der Blütenstand ist zu einer einzigen Blüte reduziert. Der Blütenstandsschaft ist bei einer Länge von 0,5 bis 1 Zentimeter relativ kurz. Die behaarten Blütenstiele sind 0,5 bis 1 Zentimeter lang und verlängern sich bis zur Fruchtreife auf eine Länge von bis zu 1,5 Zentimeter.
Die zwittrigen Blüten sind zygomorph und fünfzählig mit doppelter Blütenhülle. Die fünf Kelchblätter sind bei einer Länge von 0,5 bis 1,5 Zentimeter pfriemlich. Die Blütenkrone ist 5,5 bis 10 Zentimeter lang. Die fünf Kronblätter sind auf etwas weniger als zwei Dritteln der Gesamtlänge zu einer schlanken, fast geraden bis nur wenig gebogenen, außen kahlen Kronröhre (Sympetalie) verwachsen. Die eigentliche Kronröhre ist an der Basis grün, ansonsten purpurbraun gefärbt. Der bei einer Länge von etwa 20 Millimeter sowie bei einem Durchmesser von 14 Millimeter eiförmig-ellipsoide „Kronkessel“ ist innen ebenfalls grün mit purpurfarbenen Längsstreifen und kahl. Oberhalb des „Kronkessels“ verringert sich der Durchmesser kontinuierlich 3 bis 4 Millimeter schmal; der geringste Durchmesser wird etwa in der Mitte der Gesamtlänge der Blütenkrone erreicht. Die Kronröhre erweitert sich nach oben auf etwa 12 Millimeter Durchmesser. Die Kronblattzipfel sind bei einer Länge von 17 bis 35 Millimeter schmal dreieckig-linealisch mit einer breiten dreieckigen Basis Die Enden der Kronblattzipfel sind miteinander verbunden und bilden einen sehr schlanken, schnabelförmigen Käfig. Die beiden „Blättchen“ der Kronblattzipfel sind entlang der Mittelrippe zurück gebogen. Sie sind innen dunkelgrün und braungelb und fein behaart. Die ungestielte, kahle Nebenkrone ist bei einem Durchmesser von etwa 4 Millimeter schalenförmig. Die Zipfel der interstaminalen Nebenkrone sind breit-dreieckig und aufrecht stehend. Die Enden sind zweigeteilt und in dreieckige Fortsätze ausgezogen. Die zunächst aufrecht stehenden und sich mit den Enden zusammenneigenden Zipfel der inneren staminalen Nebenkrone sind bei einer Länge von 3 bis 4 Millimeter linealisch.

### Frucht und Same
Die paarigen, aufrechten in sehr spitzem Winkel zueinander stehenden Balgfrüchte sind bis zu etwa 4 Zentimeter lang und gerade bis leicht gebogen; die größte Dicke mit etwa 3 Millimeter wird bereits im unteren Drittel erreicht. Die Entwicklung der paarigen Balgfrüchte verläuft asynchron, d. h. zuerst entwickelt sich eine Frucht zur Endgröße, erst danach die zweite Frucht. Die Samen sind abgeflacht und bei einer Länge von 5 Millimeter sowie einem Durchmesser von 2,5 Millimeter eiförmig im Umriss mit einer Kante. Der Haarschopf ist etwa 6 Millimeter lang.

### Phänologie
Ceropegia mahabalei wurde blühend bzw. fruchttragend von Juli bis September gefunden. Sie wurde am Naturstandort blühend im September und Oktober angetroffen, ebenso bereits unreife Früchte. In den Gärten des Botanical Survey of India in Pune (auf einer Höhenlage von etwa 560 Meter) blühte Ceropegia mahabalei bereits im Juli.

### Ähnliche Arten
Ceropegia mahabalei gehört zusammen mit Ceropegia attenuata, Ceropegia jainii, Ceropegia noorjahaniae, Ceropegia pusilla und Ceropegia spiralis zu einer Gruppe von Arten, die alle Wurzelknollen besitzen, kleinwüchsig und aufrecht wachsend sind, und linealisch geformte Blätter haben. Sie unterscheiden sich jedoch durch Details in der Blütenmorphologie. Die Form der Blütenkrone ähnelt der Blütenkrone von Ceropegia fimbriifera.

## Vorkommen und Gefährdung
Ceropegia mahabalei ist bisher nur an zwei Fundorten im südindischen Bundesstaat Maharashtra nachgewiesen. Der eine Fundort in einer Höhenlage von etwa 1000 Meter am Berg Ralegaon liegt etwa 10 km westlich von Junnar im Pune-Distrikt. Der andere Fundort Bhivade khurd befindet sich in einer Höhenlage von etwa 1100 Meter und liegt 24 km westlich von Junnar im Poona-Distrikt. Die Varietät Ceropegia mahabalei var. hemalatae stammt ebenfalls aus dem Pune-Distrikt.
Ceropegia mahabalei wächst dort auf steilen, offenen Hängen zwischen Gräsern. Der geringmächtige Boden ist schwarz und humusreich. Die Hänge sind während der Regenzeit neblig mit bewölktem Himmel. Die Varietät Ceropegia mahabalei var. hemalatae wurde in einer Höhenlage von 900 bis 1100 Meter angetroffen.
Die Art gilt als stark gefährdet. Die Knollen werden von der lokalen Bevölkerung gesammelt und gegessen. Das Habitat wird durch Beweidung der Flächen während der Blütezeit zunehmend zerstört. Derzeit werden Versuche unternommen, diese Art im Labor zu vermehren und wieder Freilandpopulationen aufzubauen.

## Taxonomie, Systematik und Phylogenie
Die Erstbeschreibung von Ceropegia mahabalei erfolgte 1971 durch Koppula Hemadri und M. Y. Ansari. Das Artepitheton ehrt T. S. Mahabale von der University of Pune. Derzeit wird noch eine Varietät Ceropegia mahabalei var. hemalatae unterschieden, die 2012 von S.S.Rahangdale und S.R. Rahangdale beschrieben wurde. Sie fanden etwas über 60 Pflanzenexemplare. Der Varietätsname hemalatae ehrt Hemalata D. Sane, Pune.
Die Varietät Ceropegia mahabalei var. hemalatae unterscheidet sich von der Autonym durch gestielte lanzettliche Laubblätter, deren Rand leicht gewellt ist. Der Blütenstand ist eine monochasiale Zyme mit einer kleineren Blüte und kürzeren Kronblattzipfeln; die schnabelförmige Käfigstruktur ist somit kürzer. Die Blütenkrone ist grünlich und an der Basis behaart. Die Zipfel der äußeren interstaminale n Nebenkrone sind behaart (bei Ceropegia mahabalei var. mahabalei kahl).
Nach der molekulargenetischen Analyse der indischen Arten der Gattung Ceropegia ist Ceropegia mahabalei die Schwesterart von Ceropegia anjanerica Malpure, M.Y.Kamble & S.R.Yadav.

## Belege